# Minecraft Legends
Minecraft Legends est un jeu vidéo de stratégie et d'action développé par Mojang Studios et Blackbird Interactive et édité par Xbox Game Studios, sorti sur Microsoft Windows, Nintendo Switch, PlayStation 4, PlayStation 5, Xbox One et Xbox Series le 18 avril 2023. C'est un spin-off de Minecraft.

## Système de jeu
Le jeu est un jeu d'action et de stratégie. Le jeu comporte une campagne un joueur mais aussi jouable en coopération jusqu'à 4, composée de missions à but défini, et un mode multijoueur 4v4, où le but est de détruire le centre de la base adverse.

## Développement
Le jeu a été annoncé lors d'une présentation des jeux Xbox et Bethesda le 12 juin 2022. Après l'événement, une bande-annonce sur la chaîne YouTube Minecraft a confirmé les plates-formes de sortie. Il est développé par les créateurs de la série Mojang Studios en collaboration avec Blackbird Interactive, une équipe fondée par d'anciens employés de Relic Entertainment, qui sont surtout connus pour avoir développé la série de jeux Homeworld.
Le jeu est sorti sur Microsoft Windows, Nintendo Switch, PlayStation 4, PlayStation 5, Xbox One et Xbox Series le 18 avril 2023.

## Accueil
Quelques jours avant la sortie, de nombreux Magazines et Blogs reçoivent un accès anticipé au Jeu pour le tester. La réponse de la presse spécialisée est mitigée, même si de bons points ressortent. Le jeu est entre autres critiqué pour un certain manque de caractère, et une formule mal appliquée. Ces dernieres années, le jeu est délaissé par les utilisateurs au profils d'autres jeux.